# Phallodriloides exiguus
Phallodriloides exiguus är en ringmaskart som först beskrevs av Erséus 1979.  Phallodriloides exiguus ingår i släktet Phallodriloides och familjen glattmaskar. Inga underarter finns listade i Catalogue of Life.